# St. Valentin (Birkenfeld)

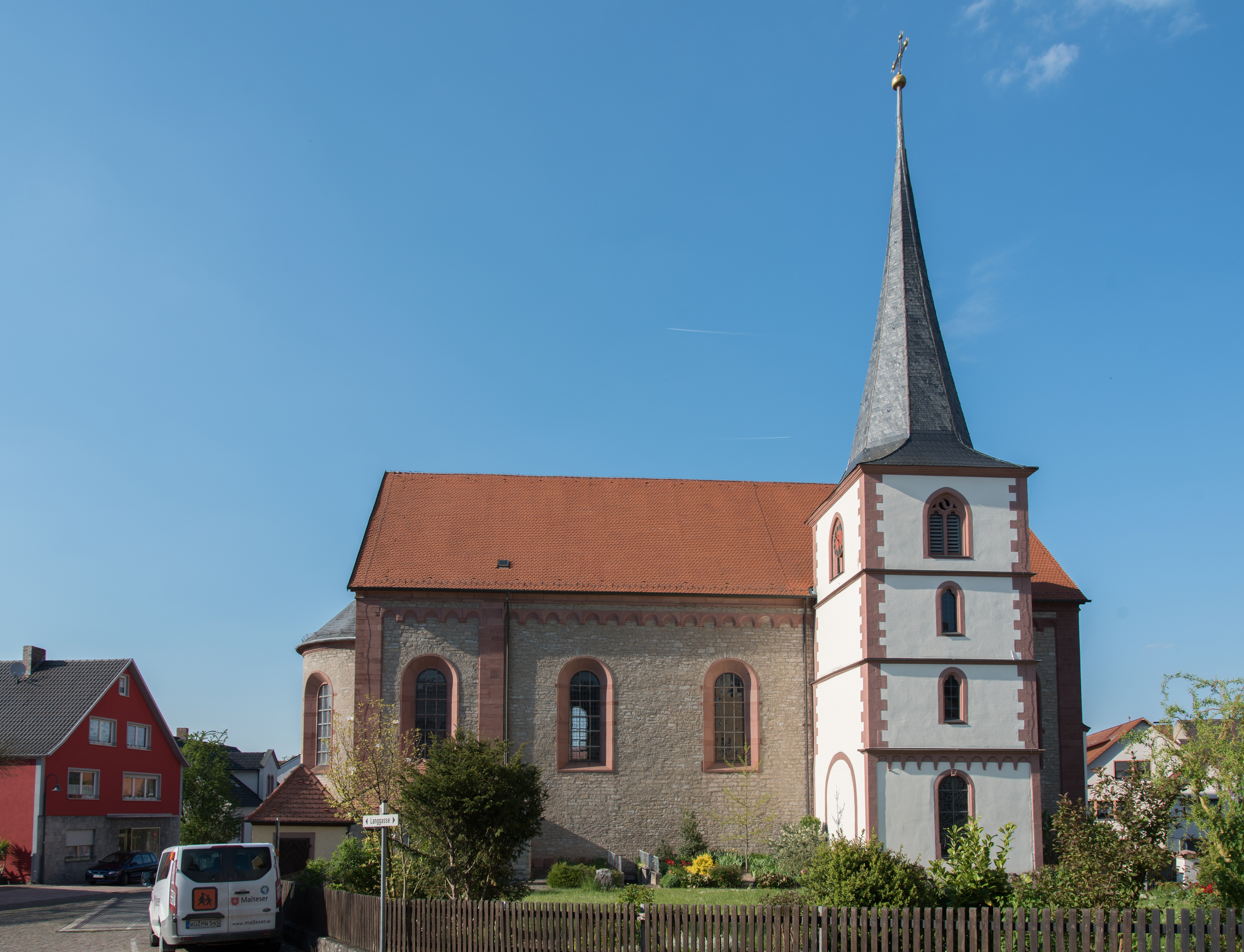
St. Valentin (Birkenfeld)

Die römisch-katholische Pfarrkirche St. Valentin ist ein Kirchengebäude, das in Birkenfeld steht, einer Gemeinde im unterfränkischen Landkreis Main-Spessart in Bayern. Das denkmalgeschützte Bauwerk hat einen Turm, dessen romanisches Erdgeschoss im 12./13. Jahrhundert entstand. Die Pfarrei gehört zur Pfarreiengemeinschaft Maria – Patronin von Franken (Urspringen) im Dekanat Lohr des Bistums Würzburg.

## Beschreibung
Die unteren Teile des durch Stockwerkgesimse in vier Geschosse geteilten, verputzten, mit Ecksteinen versehenen Kirchturms, der im Süden des unverputzten Langhauses steht, stammen aus dem 12./13. Jahrhundert. Sein oberstes Geschoss, das die Turmuhr und den Glockenstuhl beherbergt, wurde ihm 1611 aufgesetzt, außerdem der achtseitige, schiefergedeckte, spitze Helm. Das neuromanische Langhaus und der gleichbreite Chor mit einer halbrunden Apsis wurden erst 1841 errichtet. Die Sakristei wurde nach Süden an den Chor angebaut. Der Fassade im Osten wurden im ersten Viertel des 20. Jahrhunderts eine Loggia für das Portal und ein Treppenturm zur Erschließung der Empore angefügt. Auf ihr steht die Orgel mit 21 Registern, zwei Manualen und einem Pedal. Sie wurde 1922 vom Orgelbauer Wilhelm Bader junior geschaffen.